# A Rude Hostess
A Rude Hostess é um filme mudo norte-americano de 1909 em curta-metragem, do gênero drama, escrito e dirigido por D. W. Griffith. O filme estrelado pelos atores Marion Leonard, Anita Hendrie, Arthur Johnson, Owen Moore e Mack Sennett, foi produzido pela Biograph Company.